# 케임브리지 후작 아돌푸스
케임브리지 후작 아돌푸스(Adolphus Cambridge, 1st Marquess of Cambridge, 1868년 8월 13일 ~ 1927년 10월 24일), 테크의 아돌프 공자로 태어나 나중에 테크 공작이 된 그는 영국 왕실의 친척으로, 조지 3세의 증손자이자 조지 5세의 아내인 테크의 메리의 동생이었다. 1900년, 그는 아버지의 뒤를 이어 뷔르템베르크 왕국의 테크 공작이 되었다. 1917년에 독일 작위를 포기하고 케임브리지 공작이 되었다.